# 437 км (зупинний пункт)
437 кіломе́тр — пасажирська зупинна залізнична платформа Лиманської дирекції Донецької залізниці.
Розташована між с-щем Степове та с. Красногорівка, Покровський район, Донецької області на лінії Ясинувата-Пасажирська — Покровськ між станціями Авдіївка (8 км) та Очеретине (6 км).
Станом на початок 2016 р. через платформу слідують приміські електропоїзди, проте не зупиняються.

## Історія
Перша назва зупинного пункту 437 км — роз'їзд № 1 Галушкине, який був відомий майже з перших років експлуатації Катерининської залізниці. Свою назву роз'їзд успадкував від курганної групи Могила Галушкина в 2 верстах на північ від будки полустанку (1 верста від траси залізниці). У 2 верстах на схід від будки була пробита низка колодязів, а на північний схід розташовувалися хутори у верхів'ях балки Скотувата (Кам'янка). Після укладки другої колії на ділянці Гришине (Покровськ) — Ясинувата у 1895 році пряма необхідність у роз'їзді відпала, і його перевели до категорії блок-постів. Відомості про вантажну роботу роз'їзду відсутні.
Станом на 1894 рік, по роз'їзді робив зупинку товаро-пасажирський потяг № 5/6 Катеринослав (Дніпро-Головний) — Харцизськ (о 5-й ранку — на Харцизьк, о 9-й вечора — на Катеринослав) із вагонами I, II й III класу. В 1897 році пасажирські потяги по роз'їзді вже не зупинялися, втім у вказівниках пасажирських сполучень цей роздільний пункт фігурував ще довго. В 1916—1917 роках по роз'їзді (по документах — блок-пост № 7 Галушкине) знову відкривається пасажирське сполучення — тут зупиняється поштовий потяг № 3/4 Долинська — Ростов (опівдні — на Ростов, о 6-й вечора — на Долинську). Після 1921 року зупинки пасажирських складів по Галушкиному знову скасовуються, й відновлюються лише після Другої Світової війни — із початком курсування приміських потягів. Саме тоді й було встановлено сучасну назву зупинного пункту.